# Salgisgo-Itaoré
Ne doit pas être confondu avec Salbisgo-Dapoya.
Salbisgo-Itaoré est une localité située dans le département de Ramongo de la province du Boulkiemdé dans la région Centre-Ouest au Burkina Faso.

## Santé et éducation
Le village possède deux écoles primaires publiques (mixte au bourg et Issouka).